# Kurimus
Kurimus – trzeci album studyjny thrash metalowego zespołu Mokoma. Album wydany został 28 kwietnia 2003 roku.

## Lista utworów
1. „Mene ja tiedä” – 2:52
2. „Takatalvi” – 2:34
3. „Kasvot kohti itää” – 4:17
4. „Tämä puoli” – 4:55
5. „Houkka” – 2:13
6. „Vainottu” – 2:38
7. „Silmäterä” – 4:21
8. „Punainen kukko” – 3:20
9. „Lupaus” – 3:37
10. „Väsynyt Atlas” – 5:48
11. „Liiton loppu” – 7:07

Bonusy
1. „Täältä etelään” – 4:05
2. „Marjat” – 4:35

## Twórcy
- Marko Annala – śpiew
- Tuomo Saikkonen – gitara, śpiew
- Kuisma Aalto – gitara, śpiew
- Heikki "Hessu" Kärkkäinen – gitara basowa
- Janne Hyrkäs – perkusja